# 横浜株式取引所
横浜株式取引所（よこはまかぶしきとりひきじょ）は、公的な証券取引機関。

## 沿革
- 1877年（明治10年） - 横浜洋銀取引所を創立
- 1879年（明治12年）
  - 開業
  - 横浜取引所と改称
- 1880年（明治13年） - 横浜株式取引所と改称
- 1889年（明治22年） - 任意解散

## 根拠法
- 1878年5月 - 制定：株式取引所条例（太政官布告第8号）